# Huesa
Huesa is een gemeente in de Spaanse provincie Jaén in de regio Andalusië met een oppervlakte van 138 km². Huesa telt 2.553 inwoners (1 januari 2016).

## Geboren
- Enrique Martínez Heredia (1953), wielrenner